# Hyles livornicoides
Hyles livornicoides là một loài bướm đêm thuộc họ Sphingidae. Ấu trùng có tên thông dụng trong tiếng Anh là Yeperenye Caterpillar (sâu Yeperenye).

## Phân phát
Nó được tìm thấy ở New South Wales, Bắc Úc, Queensland, Victoria và Tây Úc.

## Sự miêu tả
Sải cánh con bướm dài khoảng 60 mm.

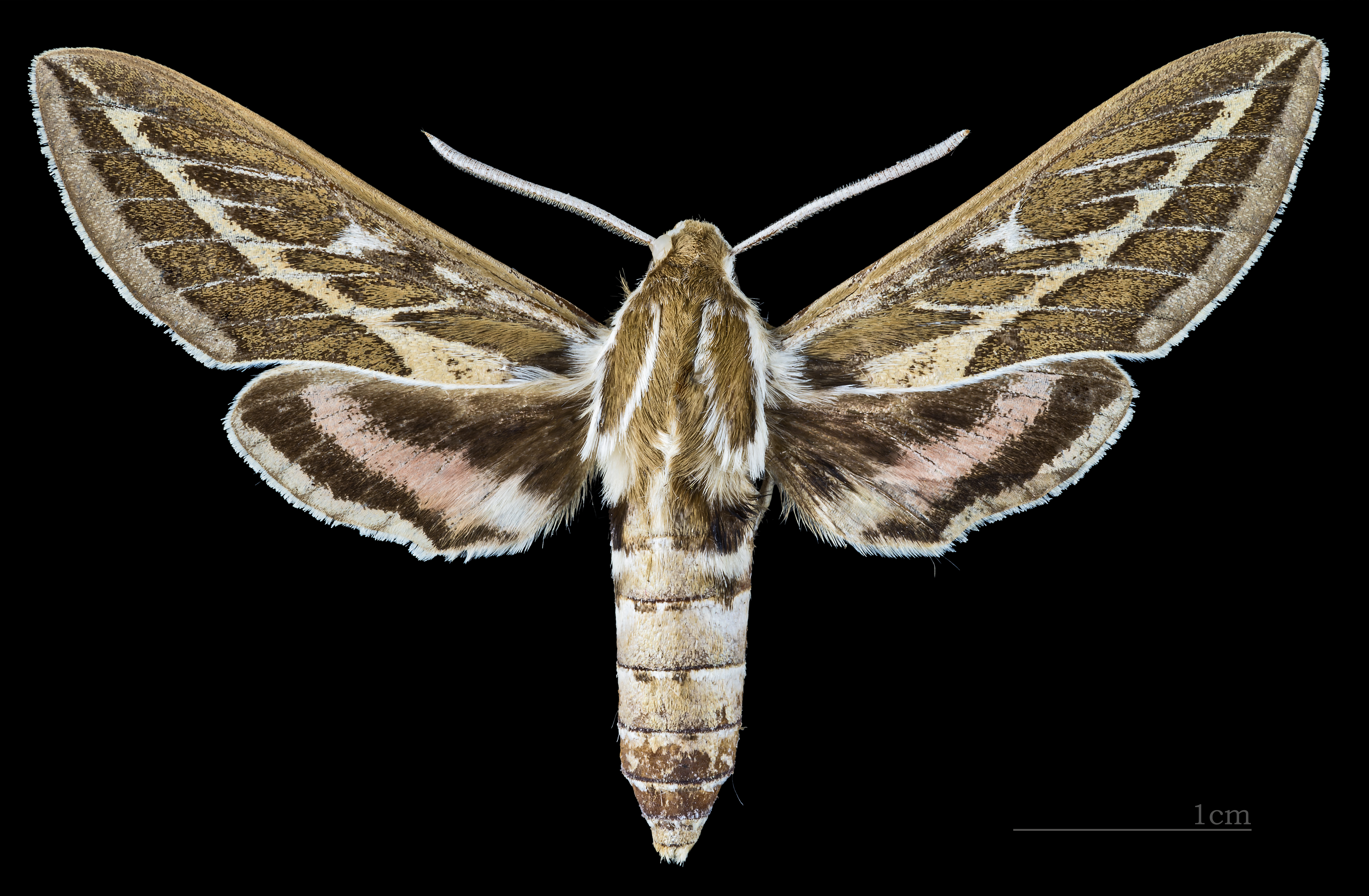
♂
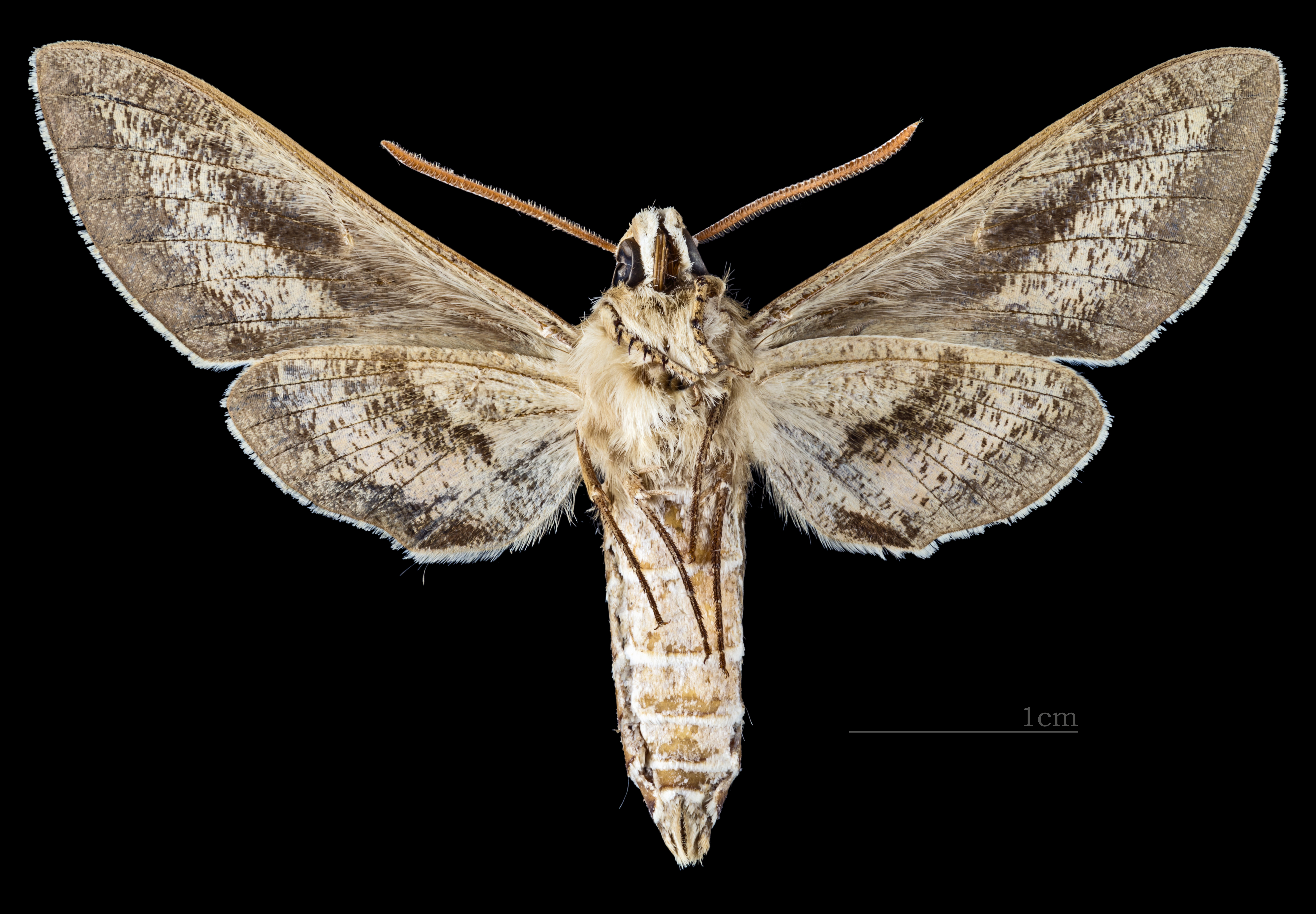
♂ △
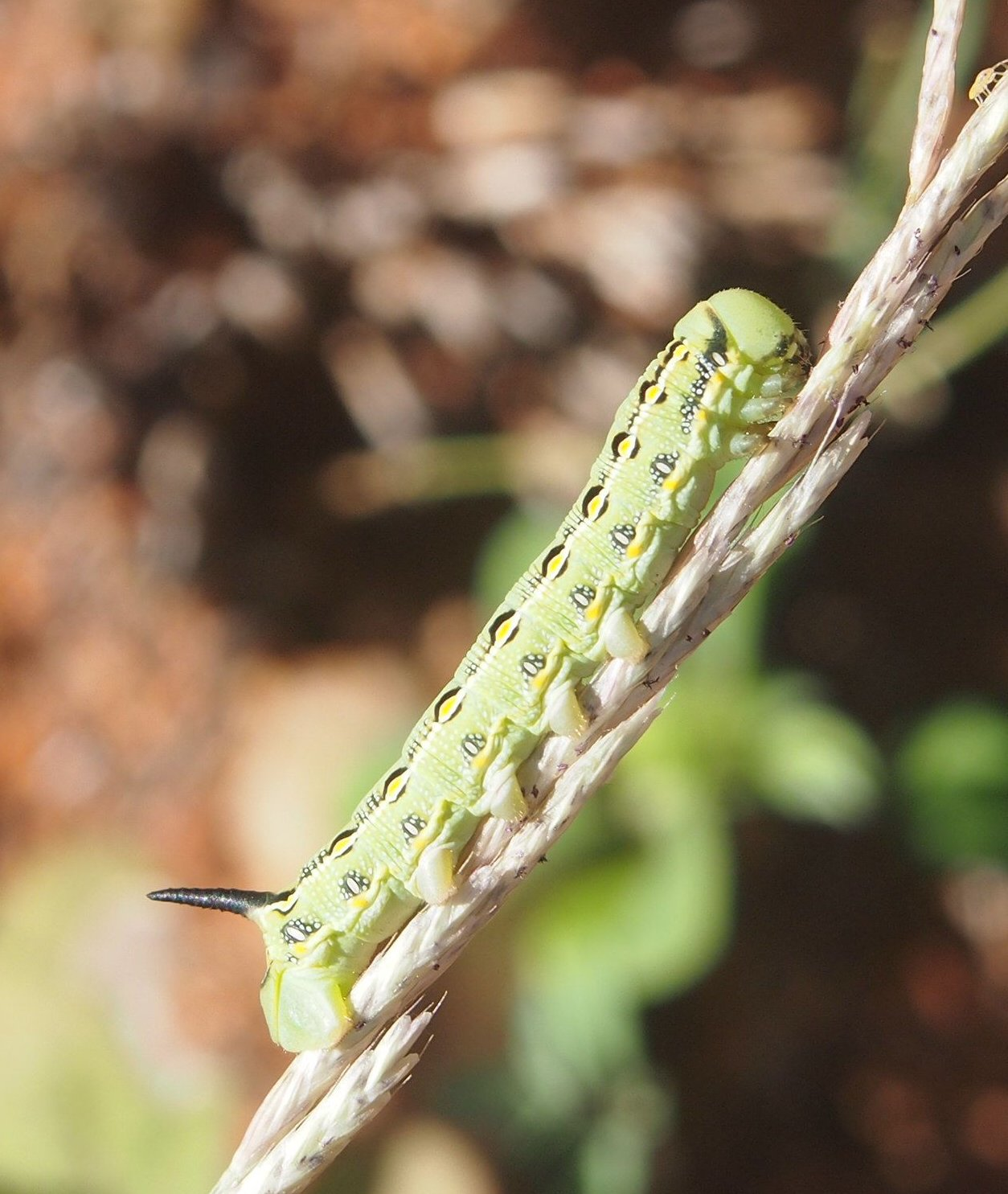
Sâu bướm

## Sinh học
Ấu trùng ăn Portulaca oleracea, Boerhavia diffusa, Boerhavia schomburgkiana, Vitis vinifera và Tribulus terrestris. Thổ dân Úc ăn con sâu loài này. Họ giam đói con sâu 1 hoặc hai ngày trước khi nướng chúng.